# Gabbia per chioccia
La gabbia per chioccia è un manufatto intrecciato, tipico del Friuli, per essere utilizzato nei cortili allo scopo di impedire alla chioccia e ai pulcini di disperdersi. Ne sono state individuate due tipologie: 
- nella prima tipologia la struttura è simile a quella della gabbia da foraggio: in questo caso l'intrecciatura, che può presentare alcuni giri di trama, è fatta in nocciolo, salice, sanguinello, e la gabbia viene capovolta per l'uso;
- ala seconda tipologia ha una pianta circolare, con pareti a intrecciatura fitta a graticcio di salice e acero naturali, e ha un'apertura nella parte superiore.[1]